# Felicidade na filosofia
A felicidade é uma preocupação filosófica com a existência, natureza e obtenção da felicidade que remonta ao início da filosofia. Alguns filósofos acreditam que a felicidade pode ser entendida como um objetivo moral de vida ou ainda um mero aspecto benéfico, fruto do acaso, sendo que na maioria das línguas europeias o termo "felicidade" é sinônimo de sorte. Assim, os filósofos geralmente explicam a felicidade como um estado de espírito ou uma vida que vai bem para a pessoa que a conduz. Dada a preocupação pragmática com a obtenção da felicidade, a pesquisa na área de estudo da psicologia tem guiado muitos filósofos modernos no desenvolvimento das suas teorias.

## Grécia Antiga

### Demócrito

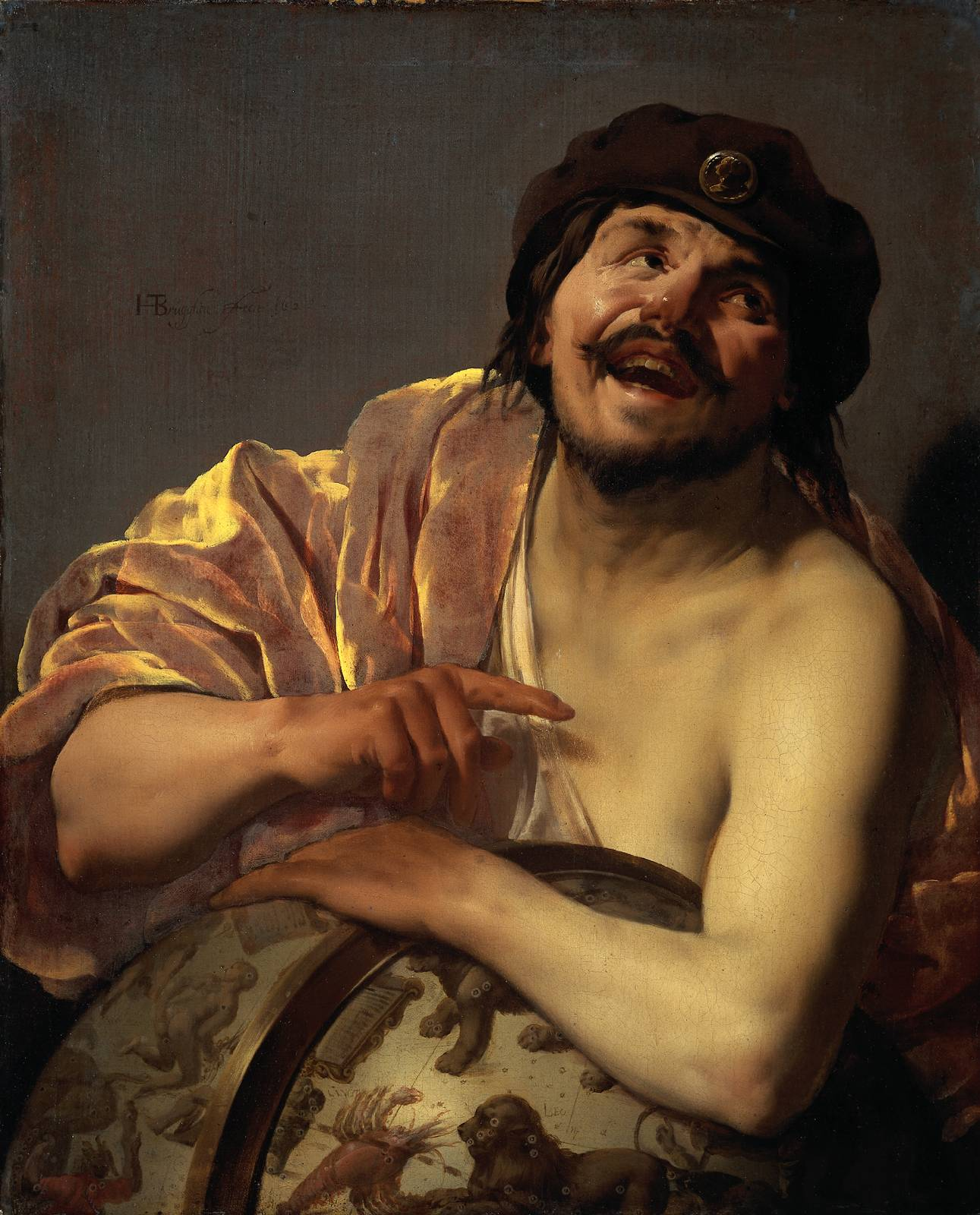
Demócrito, de Hendrick ter Brugghen, 1628

Demócrito de Abdera (ca. 460 a.C - 370 a.C) foi um filósofo pré-socrático da Grécia Antiga, conhecido, durante o renascimento, como o "filósofo risonho" ou "o filósofo que ri", devido à importância que dava ao valor da "alegria" e do riso. Segundo alguns relatos de Aristóteles, Demócrito explicava que devia a sua sabedoria ao facto de saber rir de tudo.

### Platão
Filósofo e matemático do período clássico da Grécia Antiga, fundador da Academia em Atenas, Platão (ca. 428 a.C. - 347 a.C.) delineou os requisitos para a obtenção da felicidade na sua obra "A República", usando Sócrates como personagem principal nos seus diálogos filosóficos.
Em "A República", Platão afirmava que aqueles que são morais são os únicos que poderiam ser verdadeiramente felizes, sendo, portanto, necessário compreender as virtudes cardeais (sapientia, fortaleza, temperança e, com especial enfâse na sua obra, a justiça). Através do mito do Anel de Giges, Platão chegou à conclusão de que aqueles que abusam do poder tornam-se escravos dos seus apetites, enquanto aqueles que optam racionalmente por não permanecerem no total controle de si mesmos são livres e felizes.
Platão também relatou um outro tipo de felicidade decorrente da justiça social por meio do cumprimento da função social de alguém; uma vez que este dever forma felicidade, outras actividades tipicamente vistas como causadoras de felicidade - como o lazer, a riqueza ou ainda o prazer - são consideradas formas menores, ou ainda completamente falsas, de felicidade.

### Aristóteles
Considerado um dos mais conceituados filósofos da Grécia Antiga, sendo erudito nas disciplinas de ética, metafísica, biologia e botânica, entre outras, Aristóteles (ca. 384 a.C. - 322 a.C.) descreveu a eudaimonia (grego : εὐδαιμονία) como o objetivo do pensamento e da ação humana. O termo eudaimonia é frequentemente traduzido como felicidade, contudo alguns estudiosos afirmam que a tradução mais precisa é "florescimento humano". Mais especificamente, a palavra composta por "eu" ('bom') e "daimōn" ("espírito"), refere-se a um estado inerentemente positivo e divino pelo qual a humanidade deveria se empenhar ativamente em o alcançar. Dado que esse estado é o mais positivo que existe para um ser humano atingir, muitas vezes é simplificado como felicidade, no entanto, o uso que Aristóteles faz do termo na obra "Ética a Nicômaco" vai além do sentido geral de felicidade.
Em "Ética a Nicômaco", Aristóteles aponta o fato de que muitos objetivos são apenas objetivos intermediários e apenas são desejados porque tornam possível a realização de objetivos mais elevados. Factores como a fortuna, a inteligência e a coragem são valorizados apenas em relação a outras coisas, enquanto a eudaimonia é a única coisa valiosa isoladamente.
Aristóteles considerava a virtude como algo necessário para uma pessoa ser feliz e sustentava que sem esta o máximo que poderia ser alcançado era o mero contentamento. Para o filósofo grego, alcançar a virtude envolvia fazer a pergunta "como devo ser" em vez de "o que devo fazer".
Apesar de em a "Ética da Virtude", a aquisição da virtude ser a sua principal consideração, assim como em várias outras teorias aristotélicas, Aristóteles foi criticado por não ter consigo demostrar que a qualidade moral era necessária da maneira como afirmava que era, e por não abordar o ceticismo moral.

### Cinismo

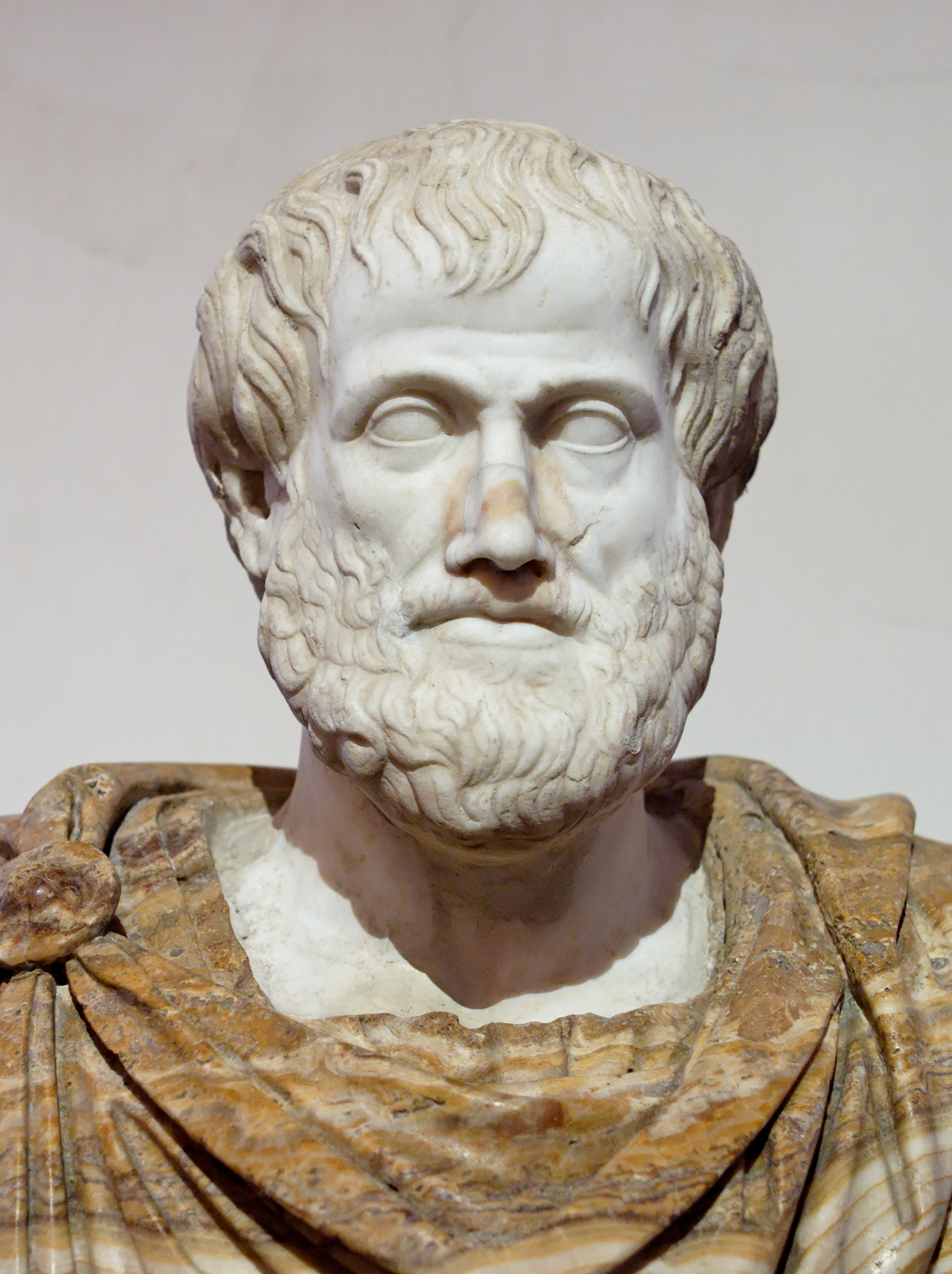
Estátua de mármore de Aristóteles, ca. 330 aC.

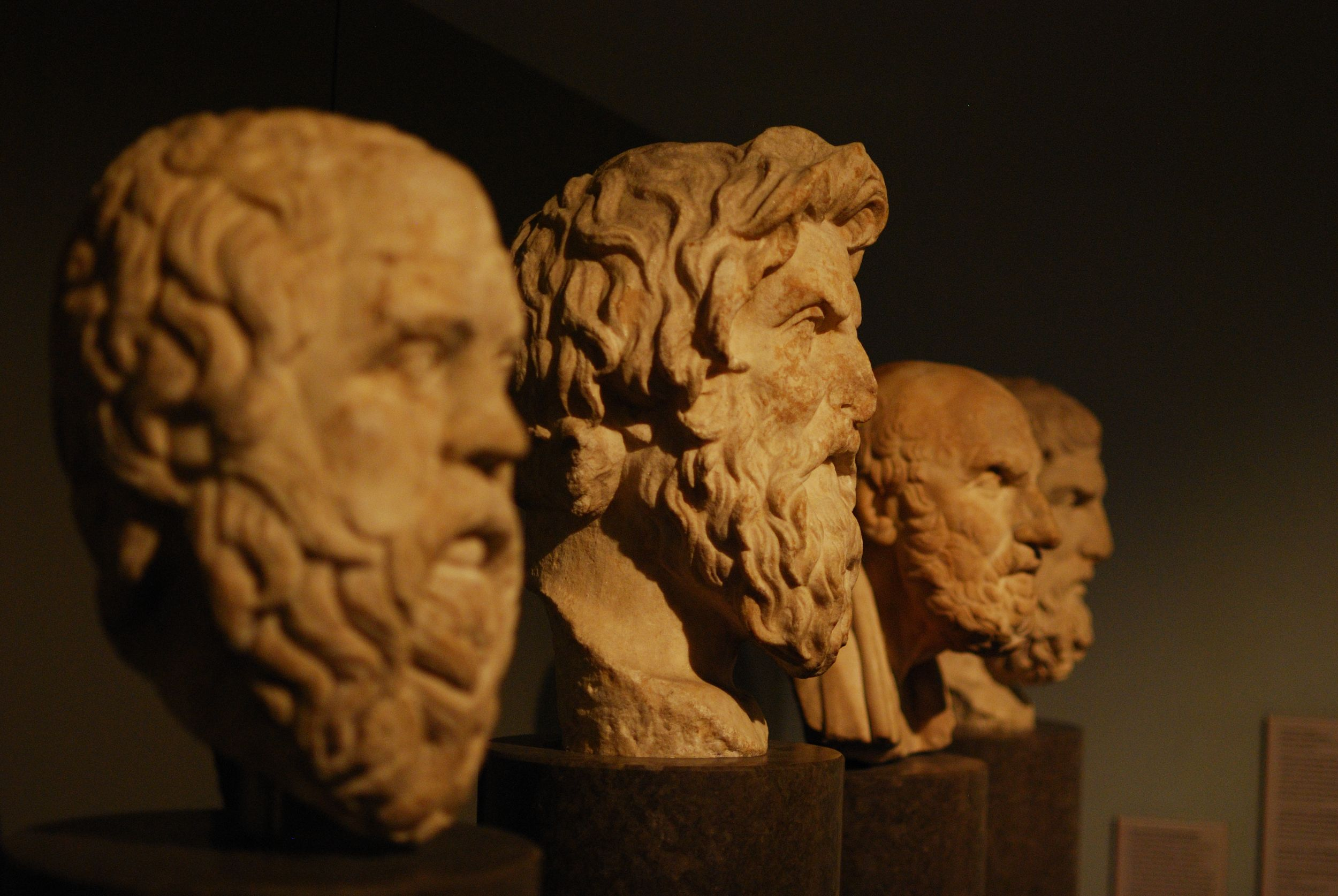
Bustos esculpidos de Sócrates, Antístenes, Crisipo e Epicuro.

Considerado por muitos como o fundador do cinismo ou da filosofia cínica, Antístenes (ca. 445 a.C. - 365 a.C.) defendia uma vida ascética, vivida de acordo com os valores morais da época, em plenitude com os ideais que formavam a virtude. Segundo o mercenário e discípulo de Sócrates, Xenofonte, o filósofo grego elogiava a alegria que brotava "da alma" de alguém, enquanto que segundo Diógenes Laërtius, este proferia que preferia "enlouquecer a sentir prazer". Nos seus escritos, Antístenes afirmava que a virtude era suficiente por si só para garantir a felicidade, sendo necessário apenas obter a força de um Sócrates.
Tal como todos os pensadores cínicos que o seguiram, Antístenes rejeitou todas as noções convencionais de felicidade que envolviam dinheiro, poder e fama como meio de se obter uma vida plena e feliz. Em vez, a felicidade deveria ser alcançada através de um treino rigoroso chamado de ascese (askesis, grego : ἄσκησις ) e vivida de uma forma que era natural para os humanos, rejeitando todos os desejos convencionais, preferindo uma vida simples, livre de todas as posses materiais.
Diógenes de Sinope (ca. 412 a.C. - 323 a.C.), também conhecido como Diógenes, o Cínico, foi um discípulo de Antístenes que viveu como mendigo nas ruas de Atenas, fazendo da pobreza extrema uma virtude. A felicidade, entendida no cínismo como autodomínio e liberdade, era a verdadeira realização de uma vida e deveria ser praticada em vez de apenas pensada. Posteriormente, Diógenes continuou a buscar o ideal cínico da autossuficiência: uma vida que fosse natural e não dependesse do luxo ou das tentações da civilização. É relatado com frequência como a personificação perfeita da filosofia cínica, sendo ainda considerado um sábio grego.

### Cirenaísmo
Os cirenaicos eram uma escola de filosofia estabelecida por Aristipo de Cirene (ca. 435 a.C. - 356 a.C.), que afirmava que o único "bem" era o prazer positivo e a dor o único "mal". Segundo a sua filosofia, se todo sentimento é momentâneo, então todo prazer passado e futuro não têm existência real para um indivíduo, e entre os prazeres presentes não há distinção de tipo.
Alguns prazeres imediatos poderiam no entanto criar mais do que o seu equivalente à dor. Uma pessoa sábia deveria estar no controle dos prazeres em vez de viver escravizada por eles, do contrário resultaria apenas dor, e isso deveria suscitar julgamento para avaliar os diferentes prazeres da vida.

### Pirronismo
O pirronismo foi fundado por Pirro (ca. 360 a.C. - 270 a.C.), sendo a primeira escola ocidental de ceticismo filosófico. O objetivo da prática pirrônica era o de atingir o estado de ataraxia (ataraxia, grego : ἀταραξία), significando a liberdade de perturbações. Pirro identificou que o que impedia as pessoas de atingirem a ataraxia eram as suas crenças em questões não evidentes, isto é, sustentandas por dogmas. Para libertar as pessoas da crença, os antigos pirrônicos desenvolveram uma variedade de argumentos céticos.

### Epicurismo
O epicurismo foi fundado por Epicuro (ca. 341 a.C. - 270 a.C.). O objetivo da sua filosofia era atingir um estado de tranquilidade e liberdade do medo ou de ausência de dores corporais (aponia, grego : ἀπονία). Para esses fins, Epicuro recomendou um estilo de vida ascético, onde se valorizavam as amizades nobres e se evitava o mundo da política.

Uma forma para alcançar a felicidade era a entoação de mantras, conhecidos como tetrapharmakos ou a cura quádrupla:
"Não tema Deus,Não se preocupe com a morte;O que é bom é fácil de obter eO que é terrível é fácil de suportar."(Philodemus, Herculaneum Papyrus, 1005, 4.9-14)

### Estoicismo
O estoicismo foi uma escola de filosofia estabelecida por Zenão de Cítio (ca. 334 a.C. - 262 a.C.). Enquanto Zenão era sincrético em pensamento, a sua principal influência foi a filosofia cínica, sendo Crates de Tebas (ca. 365 a.C. - 285 a.C.) seu mentor. O estoicismo era então uma filosofia de ética pessoal que fornecia um sistema de lógica com fortes pontos de vista sobre o mundo natural. O uso moderno do termo "estóico" refere-se geralmente não aos seguidores do estoicismo, mas a indivíduos que se sentem indiferentes às experiências do mundo ou reprimem os seus sentimentos em geral. Dada a ênfase do estoicismo em se sentir indiferente à negatividade, esta filosofia é vista como um caminho para alcançar a felicidade.
Os estóicos, tais como outro precedores filosóficos, acreditavam que a virtude era suficiente para atingir a felicidade e aqueles que a conseguissem obter tornavam-se sábios. Segundo as palavras de Epiteto, o sábio estaria "doente e ainda assim feliz, em perigo e ainda feliz, morrendo e ainda assim feliz, no exílio e feliz, em desgraça e feliz".
Algumas escolas de estoicismo referem-se ao conceito da eudaimonia de Aristóteles como o objetivo da prática da filosofia estóica.

## Roma Antiga

### Escola dos Sextii
A Escola dos Sextii foi fundada por Quintus Sextius, o Velho (fl. 50 d.C.). Caracterizou-se principalmente por ser uma escola filosófico-médica, misturando elementos pitagóricos, platônicos, cínicos e estóicos. Argumentavam que para alcançar a felicidade era preciso ser vegetariano, fazer exames noturnos de consciência e evitar tanto o consumismo quanto a política, assim como acreditar na existência de um poder incorpóreo e evasivo que permeava o corpo humano.

### Agostinho de Hipona

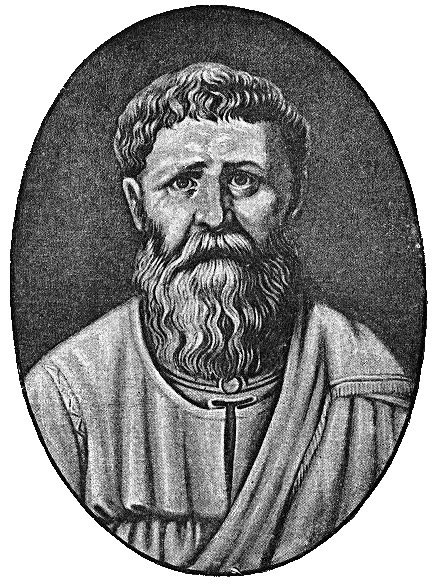
Agostinho de Hipona (354 d.C. - 430 d.C.)

Santo Agostinho de Hipona (354 d.C. - 430 d.C.) foi um bispo, teólogo e filósofo cristão primitivo cujos escritos influenciaram o desenvolvimento do cristianismo ocidental e da filosofia ocidental.
Para Santo Agostinho, todas as ações humanas giravam em torno do amor, e o principal problema que os humanos enfrentavam era o extravio dele. Segundo a sua ideologia só em Deus se poderia encontrar a felicidade, pois Ele era a sua fonte, e como a humanidade tinha sido gerada por Deus e havia caído desde então, a alma de cada ser lembrava-se vagamente da felicidade de quando estava com Deus. Consequentemente, acreditava-se que se alguém orientasse a sua energia para o amor de Deus, todos os outros amores seriam devidamente ordenados. Desta forma, Santo Agostinho seguia uma tradição neoplatônica ao afirmar que a felicidade estava na contemplação de um reino puramente inteligível.
O conceito de felicidade foi diretamente registado nos seus tratados compilados em "De beata vita" e "Contra Academicos".

### Boécio
Boécio (ca. 480 d.C. - 524 d.C.) foi um filósofo, conhecido por escrever "A Consolação da Filosofia". A sua obra foi descrita como tendo exercido uma grande influência no cristianismo da Idade Média e início do Renascimento, sendo considerada a última grande obra do período clássico. Entre os muitos temas que o livro abordava, discutia-se como a felicidade podia ser alcançada, mesmo quando a sorte alterava o percurso pretendido, enquanto paralelamente era considerada a natureza da felicidade e de Deus. Segundo Boécio, a felicidade era adquirida ao atingir o bem perfeito, e o bem perfeito era Deus. Concluia ainda que, como Deus governou o universo por meio do amor, a oração a Deus e a aplicação do amor possibilitavam a verdadeira felicidade.

## Idade Média

### Avicena

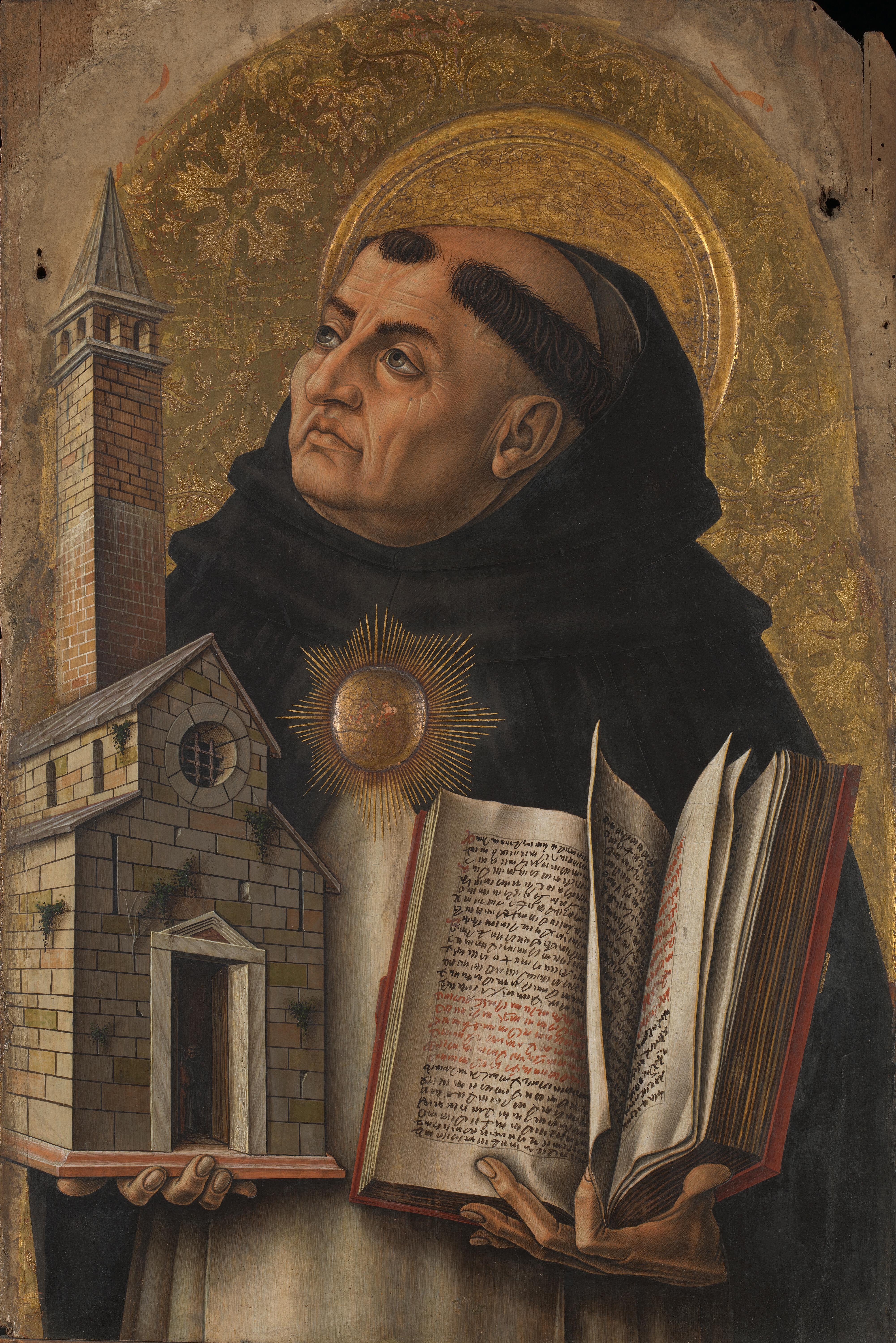
Santo Tomás de Aquino (1225 - 1274)

Avicena (ca. 980 - 1037), também conhecido como 'Ibn-Sina', era um polímata e jurista, considerado como um dos pensadores mais importantes da Idade de Ouro islâmica. Segundo a sua filosofia, a felicidade era o objetivo de vida dos seres humanos, e essa felicidade real seria pura e livre de interesses mundanos. Em última análise, a felicidade era alcançada por meio da conjunção do intelecto humano com o intelecto ativo separado.

### Al-Ghazali
Al-Ghazali (ca. 1058 - 1111) foi um teólogo, jurista, filósofo e místico muçulmano de descendência persa. Escrito nos seus últimos anos de vida, em "A Alquimia da Felicidade" (Kimiya-yi Sa'adat, em persa: كيمياى سعادت), era enfatizada a importância de observar e interiorizar os rituais do Islão, assim como de todas as ações que levariam à salvação e evitariam o pecado. Somente exercitando a faculdade humana da razão, uma habilidade oferecida por Deus, segundo a sua religião, seria possível transformar a alma do mundano numa completa devoção a Deus, alcançando a felicidade final.
De acordo com Al-Ghazali, os quatro principais componentes da felicidade são: o autoconhecimento, o conhecimento de Deus, o conhecimento do mundo como ele realmente é e o conhecimento do próximo mundo, igualmente, como ele realmente é.

### Maimônides
Maimônides (1135 - 1204) foi um filósofo e astrônomo judeu que se tornou num dos mais prolíficos e influentes estudiosos e médicos do Torá. Nos seus estudos, escreveu que a felicidade é fundamental e essencialmente intesulectual.

### Tomás de Aquino
Santo Tomás de Aquino (1225 - 1274) foi um frade, filósofo e teólogo, que se tornou Doutor da Igreja em 1323. O seu sistema sincretizou o aristotelismo e a teologia católica dentro da "Summa Theologica". A sua obra encontra-se dividida em 3 partes, onde se encontram 512 questões. A primeira parte da segunda está dividida em 114 artigos, sendo os cinco primeiros explicitamente sobre a felicidade do ser humano. Aquino afirmava que a felicidade era alcançada pelo cultivo de várias virtudes intelectuais e morais, que permitiam compreender a natureza da felicidade e motivar a sua busca de forma confiável e consistente. No entanto, era também explícito que não seria possível encontrar a maior felicidade durante a vida, porque esta consistia na união sobrenatural com Deus. Como tal, a felicidade do homem não consiste na riqueza, status, prazer ou em qualquer bem criado, sendo que a maioria dos bens não tem uma conexão necessária com a felicidade. O último objeto da vontade do homem só poderia ser encontrado em Deus, que era visto como a fonte de todo bem.

## Início da Era Moderna

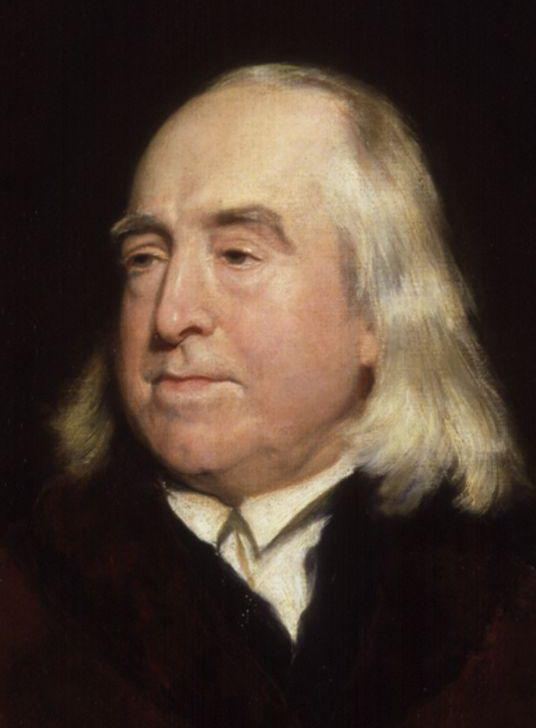
Jeremy Bentham (1748-1832), retratado por Henry William Pickersgill

### Michel de Montaigne
Michel de Montaigne (1533 - 1592) foi um filósofo francês, influenciado pela filosofia helenística e pelo cristianismo, ao lado da convicção da separação das esferas pública e privada da vida. Sobre o tema, Montaigne escreveu que a felicidade era um estado de espírito subjetivo e que a satisfação diferia de pessoa para pessoa.

### Jeremy Bentham
Jeremy Bentham (1748 - 1832) foi um filósofo, jurista e reformador social britânico. É considerado o fundador do utilitarismo moderno.
O seu tipo particular de utilitarismo proferia que a ação mais moral era aquela que fosse mais útil para a sociedade ou o meio familiar, sendo definida a utilidade com o prazer agregado, após ser deduzido o sofrimento de todos os envolvidos na ação. A felicidade, portanto, era a experiência de prazer e a ausência de dor. Ações que não promoviam a maior felicidade eram consideradas moralmente erradas. Esse tipo de pensamento baseava-se no cálculo felicífico, onde uma se mede a felicidade e o valor moral.

### Arthur Schopenhauer
Arthur Schopenhauer (1788 - 1860) foi um filósofo alemão, cuja filosofia expressava que os atos egoístas eram guiados pelo interesse próprio, desejo de prazer ou busca pela felicidade, enquanto apenas a compaixão poderia ser um ato moral.
Schopenhauer também explicava a felicidade como um desejo que era satisfeito, e que por sua vez dava origem a um novo desejo. Para o filósofo a ausência de satisfação provocava sofrimento, e consequentemente um desejo vazio. Outro aspecto também estudado implicava a felicidade com o movimento do tempo, exemplificando que o ser humano se sente feliz quando o tempo passa mais rápido e triste quando o tempo passa mais devagar.

## Idade Contemporânea

### Władysław Tatarkiewicz
Władysław Tatarkiewicz (1886–1980) foi um filósofo polaco, historiador de filosofia e arte, esteticista e eticista.
Para Tatarkiewicz, a felicidade era uma categoria ética fundamental.

### Herbert Marcuse
Herbert Marcuse (1898–1979) foi um filósofo, sociólogo e teórico político germano-americano associado à Escola de Teoria Crítica de Frankfurt.
No seu ensaio de 1937, "O Carácter Afirmativo da Cultura", Marcuse sugeriu que a cultura desenvolvia tensão dentro da estrutura da sociedade e, com essa mesma tensão, era possível desafiar a ordem social atual. Segundo o próprio, se se separasse a tensão do mundo quotidiano, a demanda pela felicidade deixaria de ser externa e começaria a se tornar num objeto de contemplação espiritual.
Na obra "Ideologia da Sociedade Industrial" (em inglês "The One-Dimensional Man", a sua crítica ao consumismo sugeria que o sistema atual, que se afirmava como democrático, era simultaneamente de caráter autoritário, já que apenas alguns indivíduos tinham o poder de ditar as percepções de liberdade de um todo, permitindo apenas certas escolhas de felicidade, disponíveis para compra. Marcuse sugeriu ainda que a concepção de que a felicidade podia ser comprada era psicologicamente prejudicial.

### Viktor Frankl
Viktor Frankl (1905–1997) foi um neurologista austríaco, psiquiatra, sobrevivente do Holocausto e fundador da logoterapia. A sua filosofia sobre a busca pela felicidade girava em torno da ênfase no significado, no valor do sofrimento e na responsabilidade para com algo maior do que o "eu". Somente se alguém encontrar essas questões e as solucionar pode ser realmente feliz.

### Robert Nozick

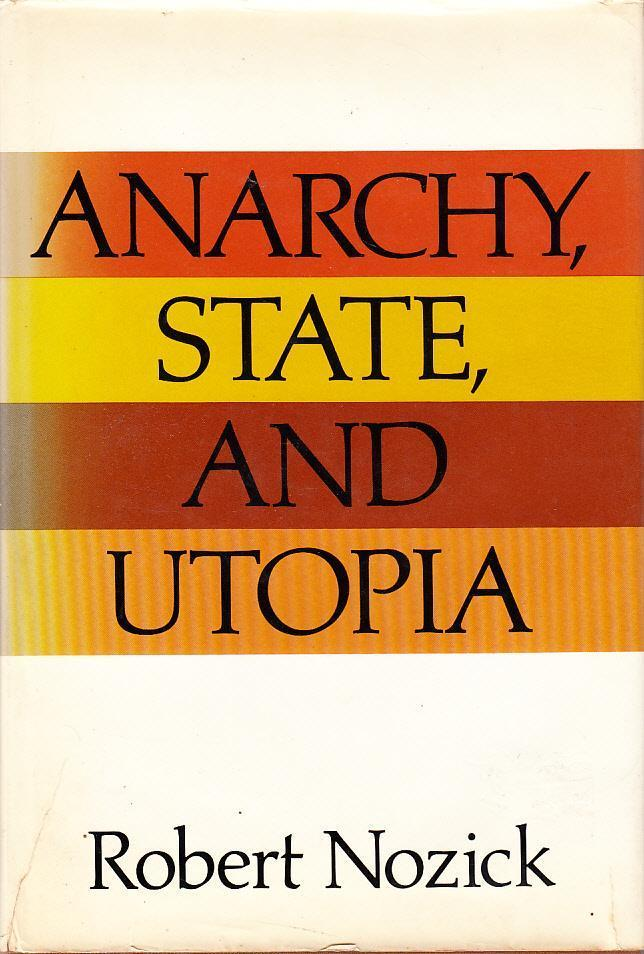
Exemplar de "Anarchy, State, and Utopia" de Robert Nozick

Robert Nozick (1938–2002) foi um filósofo americano e professor da Universidade de Harvard, conhecido pela sua filosofia política. Sobre o tema, propôs dois experimentos mentais, diretamente ligados a questões da Filosofia da Felicidade.
No seu livro de 1974, "Anarquia, Estado, Utopia", propôs um teste de pensamento em que era dada a opção de entrar numa máquina que daria o máximo de prazer hedonístico sem fim, por toda a vida. Esta invenção funcionaria dando ao participante conectado a ela a sensação de qualquer experiência que ele desejasse, produzindo sensações indistinguíveis das experiências da vida real. A máquina descrita no seu experimento mental é frequentemente descrita como a "Máquina da Experiência".
O outro experimento mental, denominado de "monstro utilitário", foi descrito por Nozick como uma tentativa de crítica ao utilitarismo, que segundo a sua ética utilitarista fornece orientações para os seus seguidores agirem moralmente e, simultaneamente, tentarem maximizar a felicidade. Segundo o experimento, o "monstro utilitário" era um ser hipotético que gerava uma quantidade extrema de unidades teóricas de prazer em comparação com uma pessoa comum. Exemplificando, o filósofo americano apresentava uma situação onde a criatura imaginária recebia cinquenta unidades de prazer ao comer um bolo contra quarenta outras pessoas que recebiam apenas uma unidade de prazer pela mesma acção. Embora cada indivíduo recebesse o mesmo tratamento, o monstro utilitário, de alguma forma, gerava mais do que todas as outras pessoas combinadas. Dados os muitos compromissos utilitaristas para maximizar a utilidade relacionada ao prazer, o experimento de pensamento tinha como objetivo final forçar os utilitaristas a se comprometerem a alimentar o monstro da utilidade em vez de uma massa de outras pessoas, apesar do principal instinto da pessoa comum o ditasse a fazer o oposto. A crítica surge essencialmente na forma de uma crítica reductio ad absurdum, mostrando que os utilitaristas adotam uma visão que é absurda para as intuições morais.

### Economia da Felicidade
A economia da felicidade é o estudo quantitativo e teórico da felicidade, afeto positivo e negativo, bem-estar, qualidade de vida, satisfação com a vida e conceitos relacionados. É especialmente influenciado por psicólogos, mas também sociólogos e economistas que contribuíram para o seu desenvolvimento. O rastreamento da Felicidade Nacional Bruta ou a satisfação com a vida tornam-se cada vez mais populares à medida que a economia da felicidade desafia os objetivos econômicos tradicionais.
Um dos nomes mais influentes neste estudo é o economista britânico Richard Layard, sendo dos primeiros a abordar a doença mental como uma das principais causas para a infelicidade. Outros conceituados pesquisadores deste campo são Ed Diener, Ruut Veenhoven e Daniel Kahneman.

### Sonja Lyubomirsky
A autora e professora de psicologia americana Sonja Lyubomirsky afirmou no seu livro de 2007, "The How of Happiness", que a felicidade era determinada: 50% geneticamente (com base em estudos com gêmeos), 10% circunstancial e 40% ao autocontrole. Lyubomirsky sugeriu ainda um programa de doze pontos para maximizar os 40% finais.

## Outras Culturas
Nem todas as culturas buscam maximizar a felicidade, e algumas culturas são avessas a ela. Aqueles que não procuram maximizar a felicidade estão em contraste com a teoria moral do utilitarismo que afirma que a obrigação ética do ser humano é maximizar a quantidade líquida de felicidade/prazer no mundo, considerando todos os agentes morais com igual consideração.

## Leitura Adicional
- 14th Dalai Lama, em co-autoria com Howard C. Cutler, The Art of Happiness, 2003.
- Jonathan Haidt, The Happiness Hypothesis: Finding Modern Truth in Ancient Wisdom, 2006.